# Mikuláš I. Malý
Mikuláš I. Malý (mezi 1322 a 1327 – 23. května 1358) byl minsterberský kníže mezi lety 1341 a 1358.

## Život
Mikuláš se narodil mezi lety 1322 a 1327 jako jediný syn Boleslava II. Minsterberského a Jitky, ženy z neznámého rodu. Knížetem se stal po smrti otce roku 1341 a ještě toho roku odcestoval do Prahy, kde složil 24. srpna hold českému králi Janovi Lucemburskému. Po otci zdědil obrovské dluhy, 14. října se s Lucemburky dohodl, že svou zemi nikdy neprodá a ani nezastaví. V případě, že by se tak stalo, přišly by peníze českému králi. Souhlasil také, že pokud by neměl mužského potomka, majitelem by se stal český král.
Již roku 1343 byl okolnostmi donucen prodat Boleslavovi II. Malému okres Sobótka za 1000 hřiven stříbra. Za stejnou sumu pak o tři roky později prodal Ząbkowice Śląskie s Kamiencem Ząbkowickim Jindřichovi Haugwitzovi. V roce 1348 pak prodal celou svou zem Karlovi IV. za 6000 hřiven stříbra. V zemi se tak stal pouhým správcem. V roce 1350 prodal vratislavskému biskupovi Wiązów. Kvůli této marnotratnosti zůstaly na konci života Mikulášovi pouze Ziębice, Strzelin, Kąty Wrocławskie a Paczków.
V roce 1355 se Mikuláš účastnil římské jízdy Karla IV. Do Slezska se vrátil až o rok později kvůli ročnímu pobytu v Praze. V roce 1357 a 1358 se vypravil na pouť do Palestiny. Zpět domů se ale nevrátil, neboť zemřel již 23. května 1358 v Uhersku.
Jeho ženou byla Anežka z Lichtenburka, s níž měl šest dětí.